# Karl Aage Hansen
Karl Aage Hansen (Mesinge, 4 luglio 1921 – Gentofte, 23 novembre 1990) è stato un calciatore danese, di ruolo centrocampista.

## Caratteristiche tecniche
Era un centrocampista che veniva utilizzato come regista (ruolo ricoperto anche nella propria Nazionale).

## Carriera

### Club
Acquistato dall'Atalanta nell'estate 1949, siglò 18 reti nel suo primo campionato. Passato alla Juventus, nel primo campionato con i bianconeri segnò 23 gol, mentre nel secondo vinse lo scudetto. Dopo una breve parentesi nella Sampdoria, concluse la propria carriera nel Catania, disputando con la maglia rossazzurra un campionato di Serie A (1954-1955) e due in Serie B. In carriera ha totalizzato 182 presenze e 60 reti in Serie A e 48 presenze e 5 reti in Serie B.

### Nazionale
Ha vinto una medaglia di bronzo ai Giochi Olimpici del 1948. Tra il 1943 ed il 1948 ha totalizzato complessivamente 22 presenze e 17 reti con la nazionale danese.

## Palmarès

### Club

#### Competizioni nazionali
- Campionato danese: 3

AB: 1942-1943, 1944-1945, 1946-1947
- Campionato italiano: 1

Juventus: 1951-1952

### Nazionale
- Bronzo olimpico: 1

Londra 1948